# Onneca
Pour les articles homonymes, voir Tota.
Onneca, Oneca ou Oneka  est un prénom féminin basque, féminin d’Eneko, portée par les reines et princesses du royaume de Navarre, en particulier dans la dynastie Arista fondée par Eneko Arista, le premier roi de Navarre.
Oneka est attesté en 1213 en Navarre et en 1366 à Garralda.
Bien que le prénom se trouve à l’identique en espagnol, il peut aussi être remplacé par Iñiga (puisque Iñigo est la forme espagnole d’Eneko).

## Porteuses du prénom
- Onneca, Iñiga ou Leodegundia, née vers 765-770, mère d’Eneko Arista et de son demi-frère Musa ibn Musa, wali (gouverneur) de Saragosse de la dynastie des Banu Qasi[3].
- Onneca ou Tota, née vers 790-795, épouse d’Eneko Arista, mère du roi García Ier Íñiguez et peut-être fille du comte d'Aragon Aznar Ier Galíndez[4].
- Onneca Fortúnez de Navarre, née  vers 847, fille du roi Fortún Garcés :
  - en 863, elle épousa l'émir de Cordoue Abd Allah ben Muhammad et fut la grand-mère du calife Abd al-Rahman III ;
  - en 880, elle épousa son cousin Aznar Sánchez et fut la mère des reines Sancha et Toda de Navarre.